# Boughera El Ouafi
Ahmed Boughèra El Ouafi (15. října 1898 Ould-Djleb – 18. října 1959 Paříž) byl francouzský atlet alžírského původu, maratonec, olympijský vítěz z roku 1928.
Narodil se v malé vesnici v Alžírsku, které tehdy patřilo k Francii. Během vojenské služby startoval na atletických závodech v Paříži, kde udělal dobrý dojem a nastoupil do kvalifikace před olympiádou v roce 1924. Kvalifikoval se na olympiádu, kde startoval v maratonu a obsadil sedmé místo.
Na následující olympiádě v Amsterdamu v roce 1928 nastoupil opět na start maratonského závodu. Při něm až do 30. kilometru běžel v přední polovině startovního pole a v závěru začal předbíhat závodníky vedoucí skupiny. Zvítězil s náskokem 26 sekund před Manuelem Plazou z Chile. Byl prvním olympijským vítězem v maratonu, který pocházel z Afriky.
Po vítězství startoval na závodech v USA. Peníze, které získal jako odměnu, ho zbavily statusu amatéra. Závěr života prožil v nedostatku. Zemřel násilnou smrtí, byl zastřelen v pařížské kavárně členy alžírské Fronty národního osvobození poté, co jim odmítl podporu.